# Kannikadass William Antony
Kannikadass William Antony (* 27. Februar 1965 in Polibeta, Karnataka) ist ein indischer Geistlicher und emeritierter römisch-katholischer Bischof von Mysore.

## Leben
Kannikadass William Antony besuchte die Good Shepherd School, die St. Mary’s School, und die St. Philomena’s High School sowie später das Kleine Seminar St. Mary und das St. Philomena’s College in Mysore. Nachdem er dort einen Bachelor im Fach Philosophie erlangt hatte, absolvierte er ein pastorales Praktikum an der Basilika St. Antonius in Dornahalli. Danach studierte er Katholische Theologie am Päpstlichen Priesterseminar St. Peter in Bangalore. 1992 wurde er durch den Bischof von Mysore, Francis Michaelappa, zum Diakon geweiht und am 18. Mai 1993 empfing er durch den Bischof von Shimoga, Ignatius Paul Pinto, das Sakrament der Priesterweihe für das Bistum Mysore.
Antony war nach der Priesterweihe zunächst als Pfarrvikar der Pfarreien St. Thomas in Thomayarpalayam (1993–1994) und Our Lady of Lourdes in Martalli (1994–1995) tätig, bevor er 1995 Pfarrer der Pfarrei Our Lady of Lourdes in Gundlupet wurde. 1996 setzte er seine Studien am Päpstlichen Priesterseminar St. Peter in Bangalore fort und erwarb 1998 einen Master im Fach Kanonisches Recht. An der University of Mysore erlangte er zudem einen Bachelor of Education und einen Master im Fach Kirchengeschichte. Nach der Rückkehr ins Bistum Mysore wirkte Antony von 1998 bis 2003 als Pfarrer der Pfarrei Holy Family in Hinkal. Anschließend fungierte er als Diözesanökonom und Kanzler der Kurie des Bistums Mysore. Von 2009 bis 2015 war Antony Pfarrer der Kathedrale St. Joseph und Dechant des Dekanats Mysore, bevor er Pfarrer der Pfarrei St. Joseph in Jayalakshmipuram und Sekretär der Mysore Diocesan Educational Society (MDES) wurde. Außerdem war er als Ehebandverteidiger am diözesanen Kirchengericht und als Pressesprecher des Bistums tätig. Darüber hinaus gehörte er dem Konsultorenkollegium und dem Diözesanvermögensverwaltungsrat des Bistums Mysore sowie der Mysore Diocesan Society (MDS) an.
Papst Franziskus ernannte ihn am 25. Januar 2017 zum Bischof von Mysore. Die Bischofsweihe spendete ihm sein Amtsvorgänger Thomas Vazhapilly am 27. Februar desselben Jahres in der Kathedrale St. Joseph in Mysore. Mitkonsekratoren waren der Erzbischof von Bangalore, Bernard Blasius Moras, und der Bischof von Chikmagalur, Anthony Swamy Thomasappa. Sein Wahlspruch Pro vobis tradetur („Für euch hingegeben“) stammt aus den Einsetzungsworten.
Seine Amtsführung wurde von verschiedenen Vorwürfen überschattet, die von Gläubigen und Priestern seines Bistums gegen ihn erhoben wurden. Dazu gehörte der Vorwurf, er sei Vater eines Kindes. Hinzu kamen weitere Anschuldigen wegen sexuellen und finanziellen Fehlverhaltens. Am 7. Januar 2023 wurde der emeritierte Erzbischof von Bangalore, Bernard Blasius Moras, zum Apostolischen Administrator sede plena des Bistums Mysore ernannt, womit die Jurisdiktion Kannikadass William Antonys bis auf weiteres ruht. Als offizielle Begründung wurde angegeben, der Bischof werde sich aus gesundheitlichen Gründen einige Zeit außerhalb des Bistums aufhalten. Am 13. Januar 2024 nahm Papst Franziskus seinen Rücktritt vom Amt des Bischofs von Mysore an. Bernard Blasius Moras wurde dadurch zum Apostolischen Administrator sede vacante.